# Loretta Lux
Loretta Lux (Dresden, 1969) is het pseudoniem van een Duitse kunstenaar en fotografe die vooral bekend is om haar digitaal bewerkte foto's van jonge kinderen. 
Lux volgde een opleiding tot schilder aan de Akademie der Bildende Kunste in München. In 1999 begon ze echter te experimenteren met fotografisch werk. In 2002 ontving ze voor haar werk de Bayerischer Kunstförderpreis en in 2005 ontving ze de Inifinity Award for Art uitgereikt door het International Centre for Photography in New York.

## Tentoonstellingen(selectie)
- Musrara, the Naggar School of Art, Jerusalem, Israel, 2015
- Galleria Carla Sozzani, Milaan, Italië, 2010
- Kulturhuset, Stockholm, Zweden, 2009
- Museo de Arte Contemporaneo de Monterrey, Monterrey, Mexico, 2008
- Musée de l’Elysée, Lausanne, Zwitserland, 2007
- Fotomuseum Den Haag, Nederland, 2006[2]
- Yossi Milo Gallery, New York, 2006
- Manezh Central Exhibition Hall, Moskou, Rusland, 2006
- Yossi Milo Gallery, New York, 2004
- Torch Gallery, Amsterdam, Nederland, 2004

## Collecties(selectie)
Lux haar werk is vertegenwoordigd in de internationale kunstcollecties van onder andere het:  
- Museum of Modern Art[3]
- Art Institute of Chicago[4]
- Brooklyn Museum of Art[5]
- J. Paul Getty Museum, Los Angeles[6]
- Los Angeles County Museum of Art[7]
- Museum of Contemporary Art, Los Angeles[8]
- Museum of Contemporary Photography, Chicago[9]
- Museum of Fine Arts, Houston[10]
- San Francisco Museum of Modern Art[11]
- Solomon R. Guggenheim Museum[12]
- Art Gallery of New South Wales[13]
- National Gallery of Victoria, Melbourne[14]
- National Museum of Art, Osaka[15]
- Museo Nacional Centro de Arte Reina Sofia[16]
- Art Institute of Chicago[17]